# Bélaye
Bélaye ist eine französische Gemeinde mit 204 Einwohnern (Stand 1. Januar 2022) im Département Lot in der Region Okzitanien (vor 2016: Midi-Pyrénées). Die Gemeinde gehört zum Arrondissement Cahors und zum Kanton Luzech.
Der Name leitet sich vom früheren Namen Billiacum (Villa des Galliers Billios) ab. Andere Theorien interpretieren den Namen als Vereinfachung von belle aigue (deutsch schönes Wasser), eine Ableitung des antiken Bel-Air oder die Namensgebung aufgrund einer früheren Kultstätte des Sonnengottes Belen.
Die Einwohner werden Belaycois und Belaycoises genannt.

## Geographie
Bélaye liegt circa 20 km westlich von Cahors in der historischen Provinz Quercy.
Umgeben wird Bélaye von den sieben Nachbargemeinden:
| Lagardelle      | Prayssac                                    | Anglars-Juillac |
| Grézels         | Kompassrose, die auf Nachbargemeinden zeigt | Albas           |
| Porte-du-Quercy |                                             | Carnac-Rouffiac |

Bélaye liegt im Einzugsgebiet des Flusses Garonne am linken Ufer des Lot. 
Nebenflüsse des Lot durchqueren das Gebiet der Gemeinde,
- der Lissourgues mit seinen Nebenflüssen,
  - dem Ruisseau de Baudenque und
  - dem Ruisseau des Albenquats,
- der Ruisseau de Rivel, der in Bélaye entspringt, und
- der Ruisseau de Saint-Matré mit seinem Nebenfluss,
  - dem Ruisseau de Combe-Rantès, der in Bélaye entspringt, mit seinem Nebenfluss,
    - dem Ruisseau de Combe-Longue, der ebenfalls in Bélaye entspringt.[3]

## Geschichte
Seit dem 13. Jahrhundert war Bélaye eines der wichtigsten Orte des Quercy. Es war der Sitz eines Erzpriestertums, das zwanzig Pfarrgemeinden in der Umgebung umfasste. Aufgrund der strategischen Lage hoch über dem Tal des Lot war Bélaye im 14. Jahrhundert mehrfach Schauplatz von Kämpfen zwischen englischen und französischen Truppen während des Hundertjährigen Kriegs. Burgen und Kirchen wurden im Verlauf der Besetzung von protestantischen Truppen in den Hugenottenkriegen geplündert und verwüstet. Zu Beginn der Französischen Revolution für eine kurze Zeit Sitz eines Kantons, erfuhr aber in der Folgezeit einen langsamen Niedergang, insbesondere am Ende des 19. Jahrhunderts durch den zerstörerischen Befall der Weinberge durch die Reblaus und zu Beginn des 20. Jahrhunderts durch den hohen Blutzoll des Ersten Weltkriegs.
Eine Legende erzählt, dass Bélaye gegen 1340 von Truppen von drei Seigneurs belagert wurde, die auf der Seite des englischen Königs Eduard III. kämpften, Raymond de Durfort, Seigneur von Fenouillet und von Lacapelle, Bernard Bonafous, Baron von Pestillac und Philippe Dejean, Seigneur von Les Junies. Das Dorf verteidigte sich vehement hinter den Befestigungen gegen die Angriffe. Catinas, ein Straßenhändler, verriet die Belaycois, indem er der gegnerischen Seite auf ein Tor hinwies, das schlecht bewacht war. Bélaye war gefallen. Nach langen Verhandlungen mit dem Bischof von Cahors willigte der Seigneur von Bélaye gegen eine Zahlung von 3000 Écu das Dorf wieder zurückzugeben. Nachdem die Besatzer abgezogen waren, rächten sich die Belaycois an Catinas. Sie sperrten ihn in eine mit Stacheln gespickte Tonne und warfen diese den Abhang zum Fluss herunter.
Aufgrund des Gesetzes vom 4. Juni 1853 wurde Anglars-Juillac mit Teilen der Gebiete der Gemeinden Albas und Bélaye unabhängig.

## Einwohnerentwicklung
Nach Beginn der Aufzeichnungen stieg die Einwohnerzahl bis zur ersten Hälfte des 19. Jahrhunderts auf einen Höchststand von rund 1200. In der Folgezeit sank die Größe der Gemeinde bei kurzen Erholungsphasen bis zu den 1980er Jahren auf rund 200 Einwohner, bevor sich eine Phase der Stabilisierung auf einem Niveau von rund 230 Einwohnern einstellte, die bis heute andauert.
| Jahr      | 1962 | 1968 | 1975 | 1982 | 1990 | 1999 | 2006 | 2011 | 2022 |
| --------- | ---- | ---- | ---- | ---- | ---- | ---- | ---- | ---- | ---- |
| Einwohner | 259  | 255  | 228  | 204  | 220  | 223  | 221  | 218  | 204  |

## Sehenswürdigkeiten

### PfarrkircheSaint-Aignan
Die dem heiligen Anianus von Orléans geweihte Kirche wird auch „Große Kirche“ genannt. Im Jahre 1353 wurde ihr Bau begonnen, aber ihre Fertigstellung dauerte bis gegen 1480. Während der Hugenottenkriege wurde sie im Jahre 1679 zerstört, und die Messen wurden in der Kirche Sainte-Catherine gefeiert. Im Jahre 1688 wurden das Erzpriestertum an die Lazaristen übertragen, die im Jahre 1721 die Restauration veranlassten, die der Kirche ihr heutiges Aussehen verlieh. Der Steinmetz Pierre Vidal und der Maurer J. Lacombe wurden mit der Wiederherstellung des Gewölbes und des südlichen Eingangsportals betraut. Der Umfang der Arbeiten, die vermutlich im 19. Jahrhundert durchgeführt wurden, sind schwieriger zu beurteilen. Die Glasfenster sind signiert vom Glasmaler Gustave Pierre Dagrant aus Bordeaux und stammen aus den Jahren 1892 und 1894.
Die Kirche befindet sich am westlichen Ende des einst umfriedeten Geländes innerhalb der Stadtmauern. Ein kleiner Teil dieser Mauer ist als Verlängerung der Westfassade in südlicher Richtung noch zu sehen. Das relativ großräumige Gotteshaus ist aus Werksteinen gebaut und besteht aus drei Kirchenschiffen und einer dreiwandigen Apsis, die höher ist als das Langhaus. Das nördliche Kirchenschiff hat seine Fenster in Form von Dreipassen und ein spitzbogenförmiges Eingangsportal mit doppelten Wölbungen bewahrt. Die westliche Fassade ist durch ein schmales Fenster unterbrochen mit einem spitzbogenförmigen, abgerundeten Sturz und innen mit einem breiten Gewände. Das Eingangsportal im Süden hat einen früheren Eingang in Form eines Segmentbogens mit Fialen ersetzt, wie Reste von Steinen erkennen lassen. Die Kirche ist seit dem 7. Juni 1995 als Monument historique eingeschrieben.

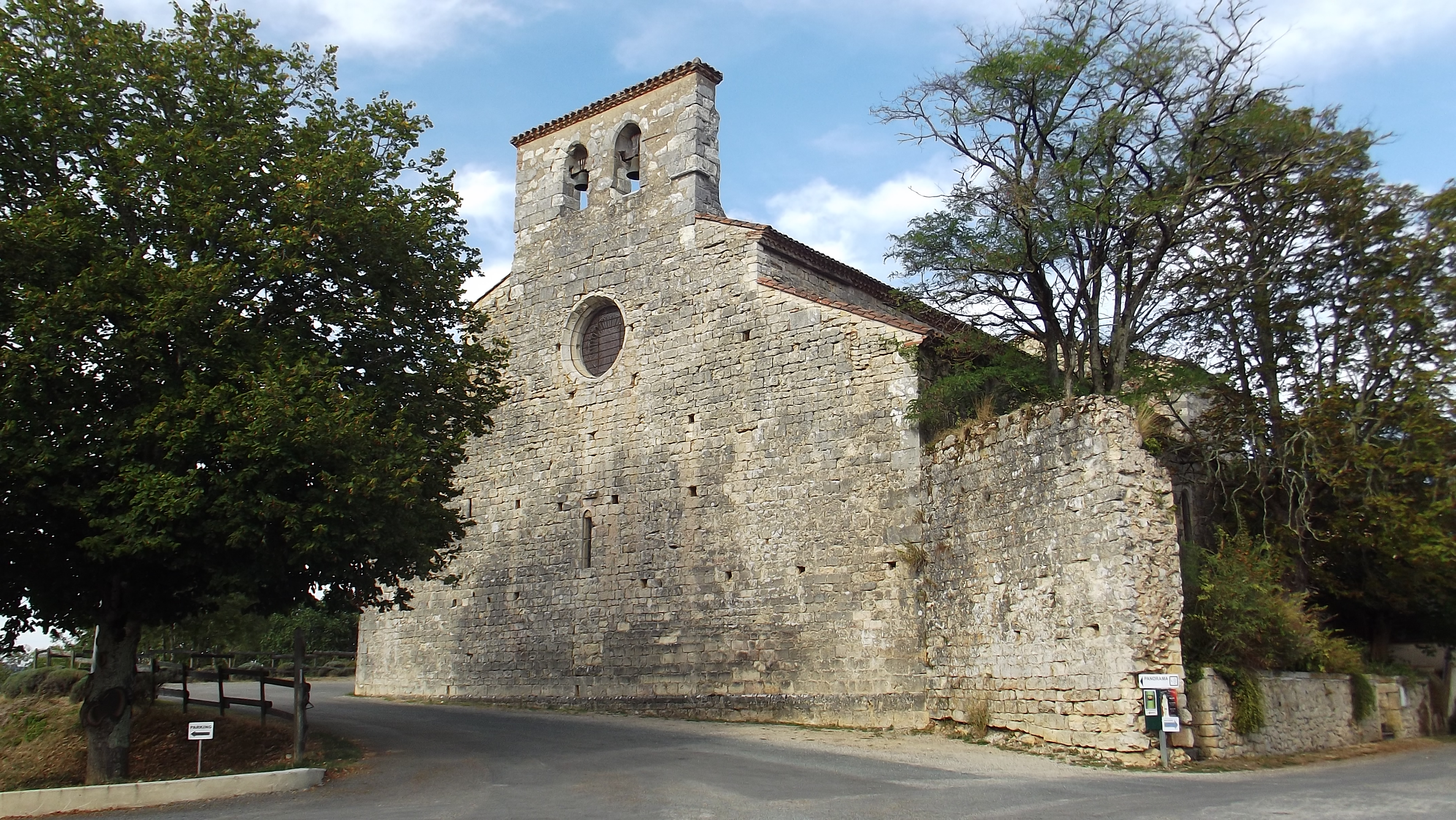
Westfassade mit Rest der Stadtmauer
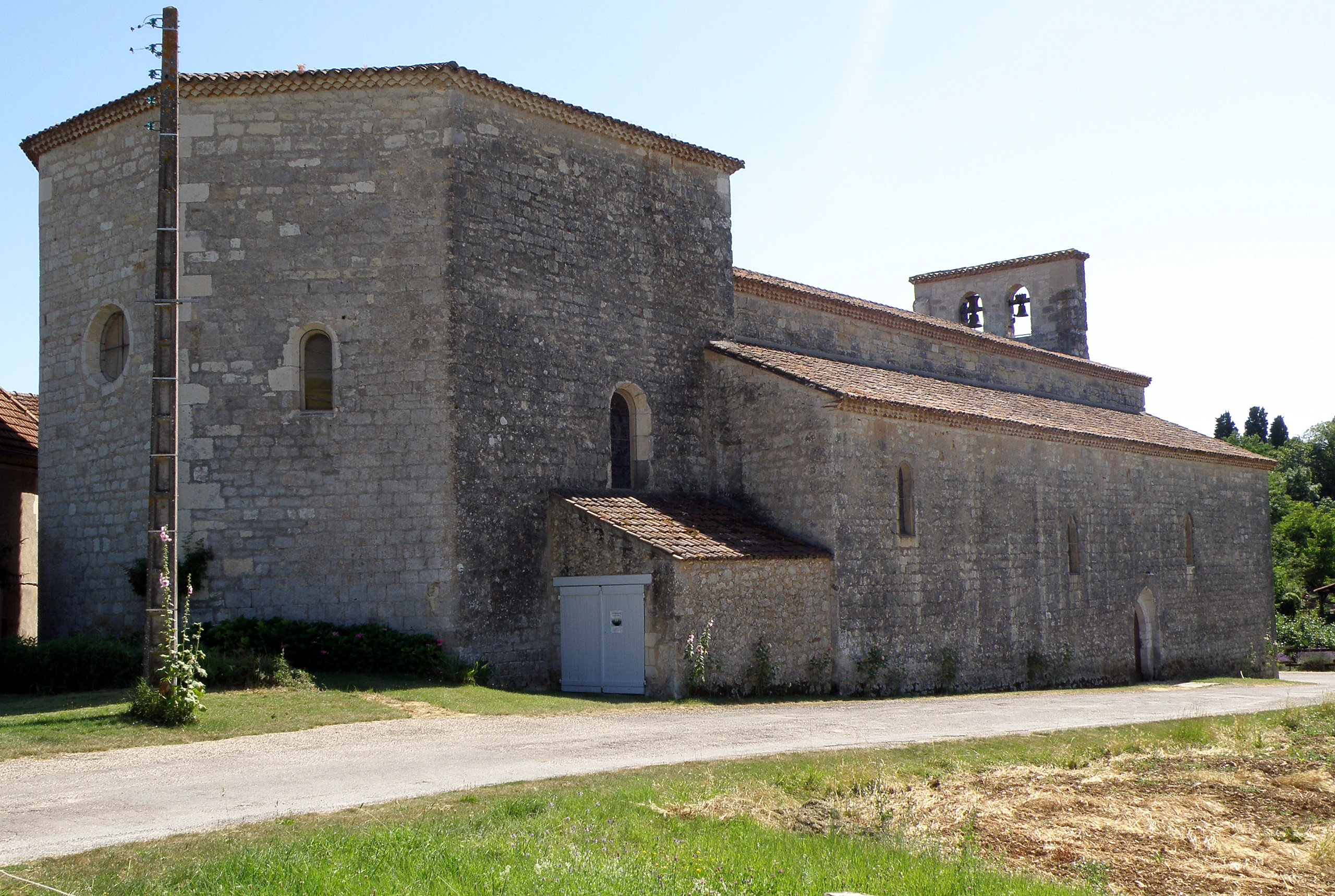
Apsis und Nordseite
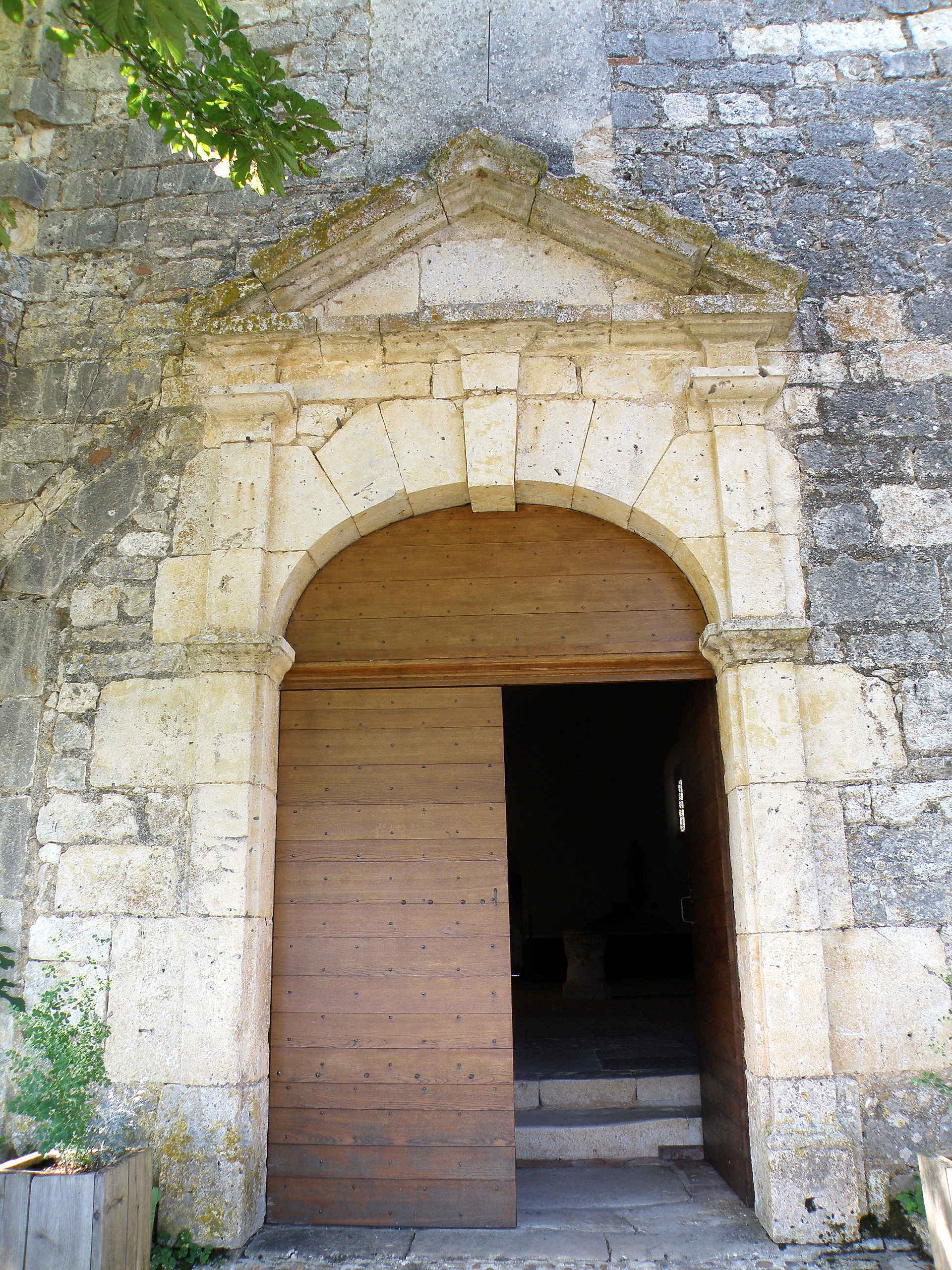
Eingangsportal
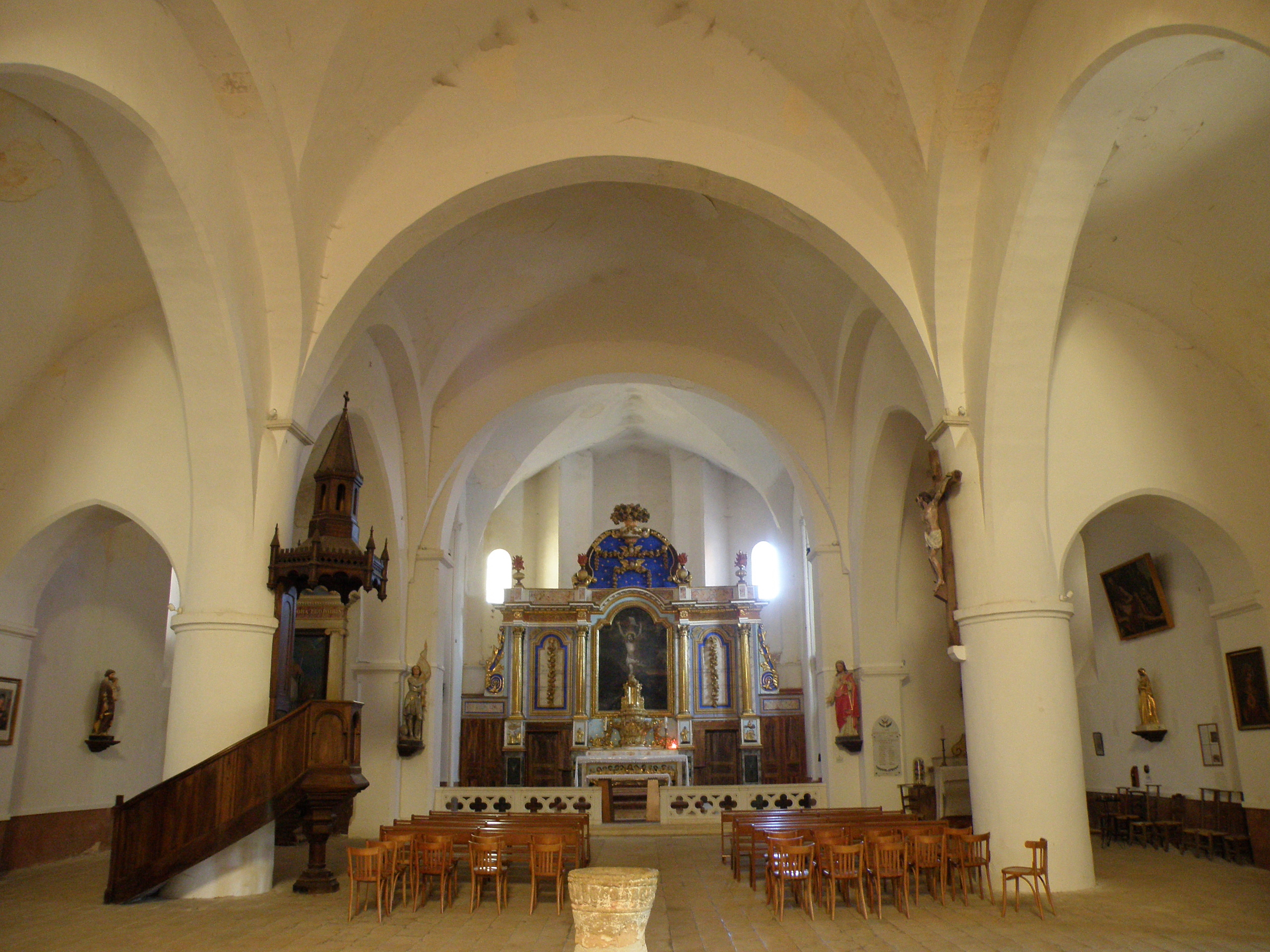
Blick auf den Chor
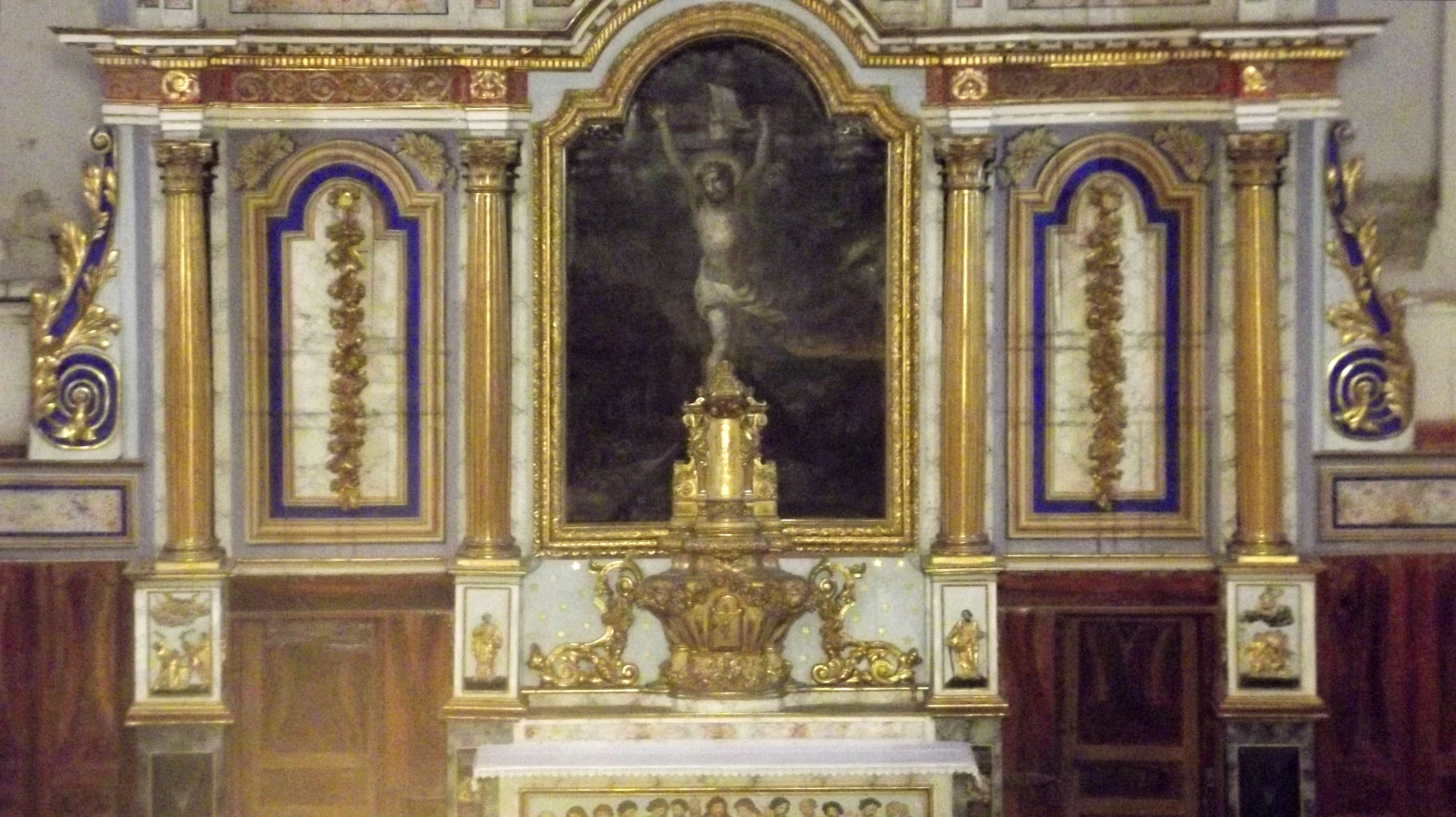
Altarretabel

Glasfenster
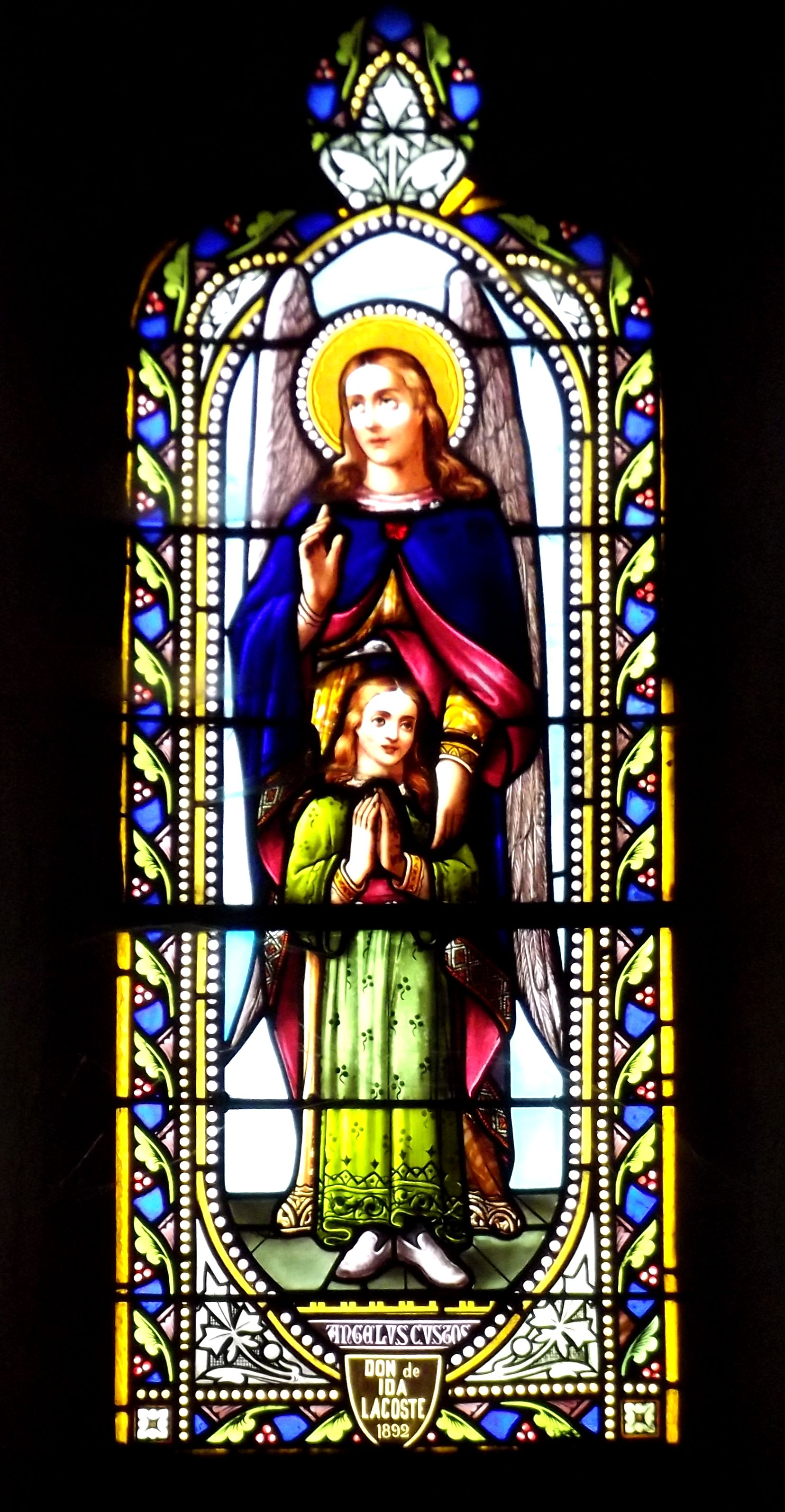
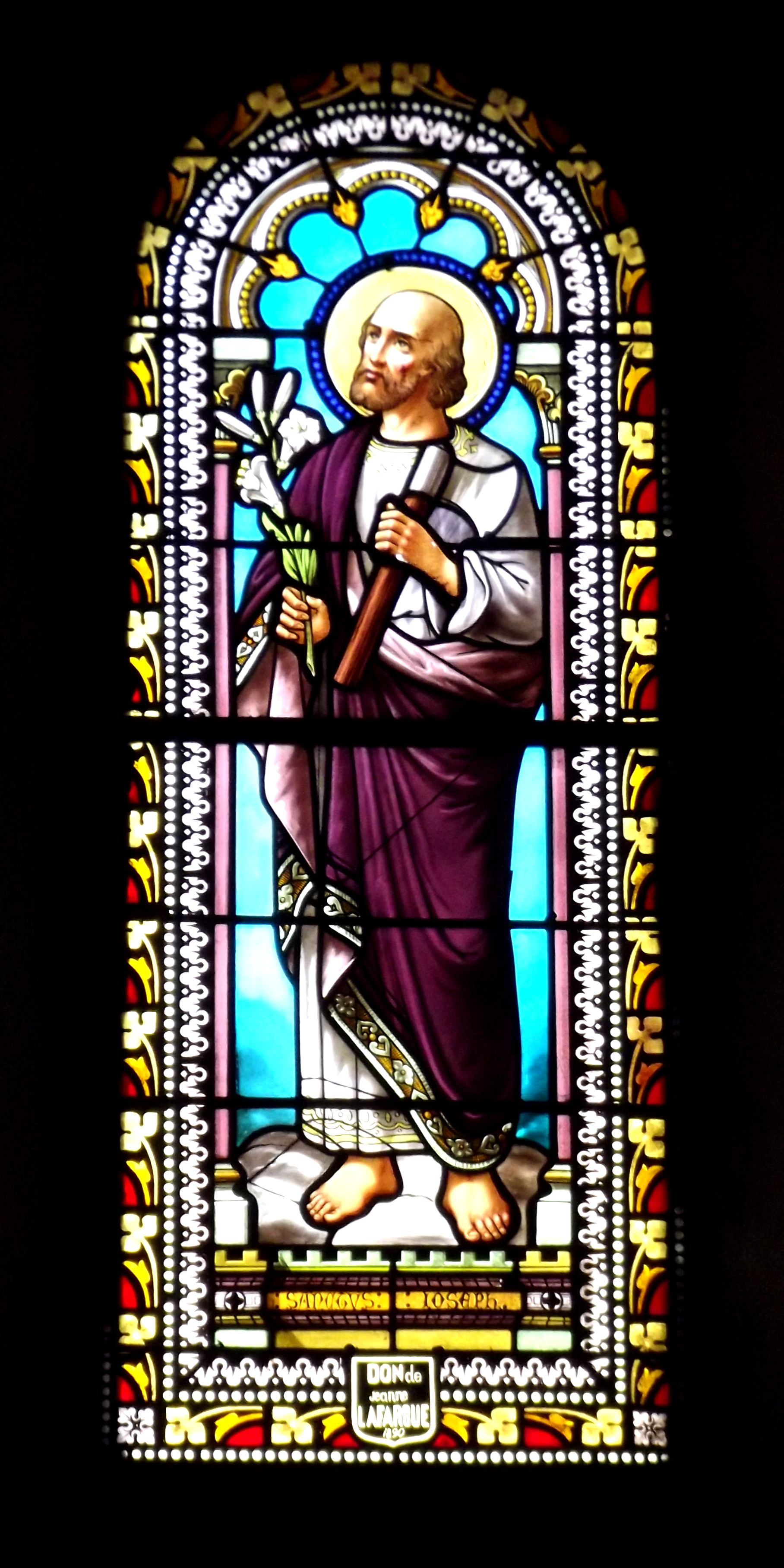
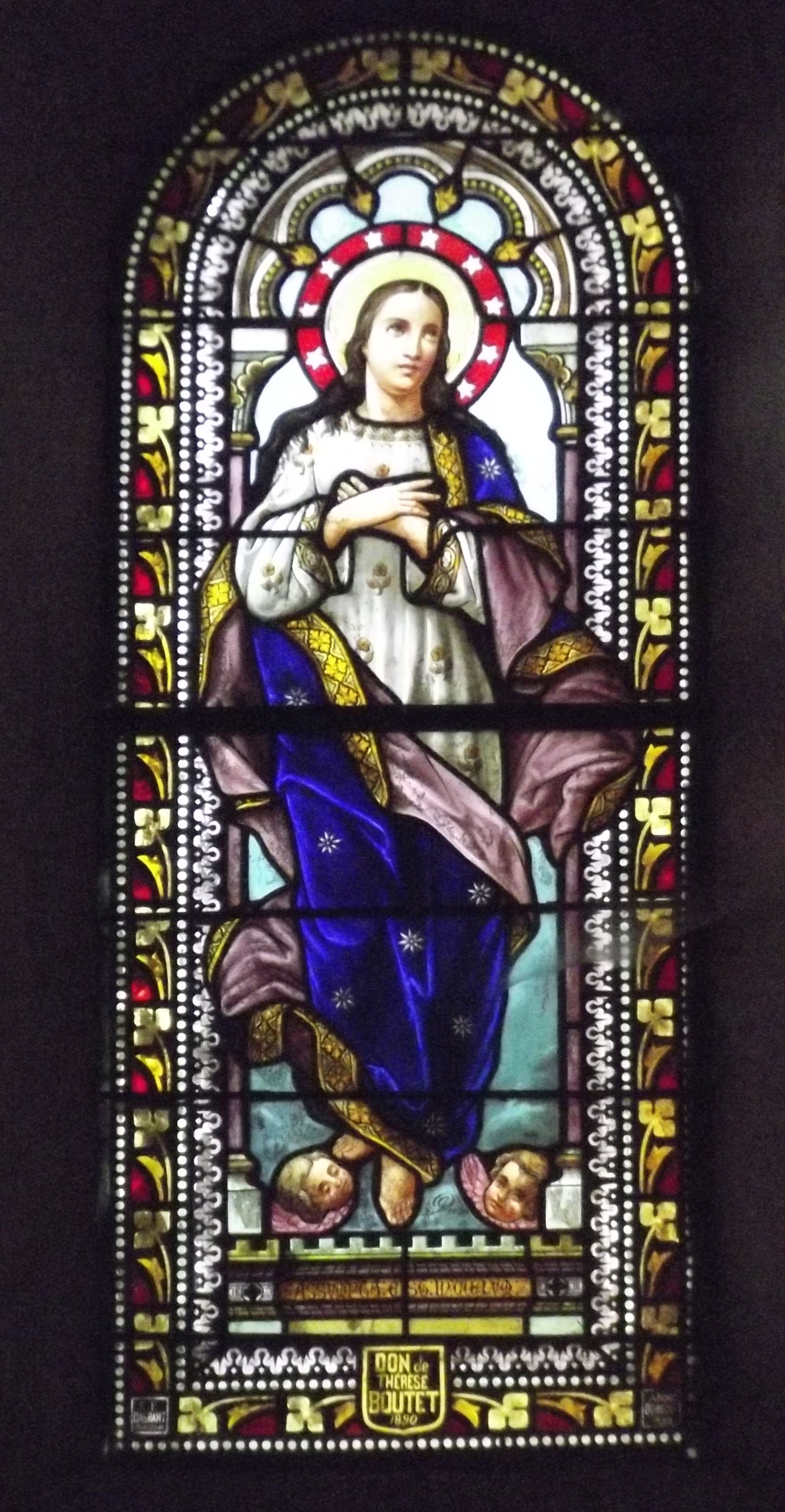
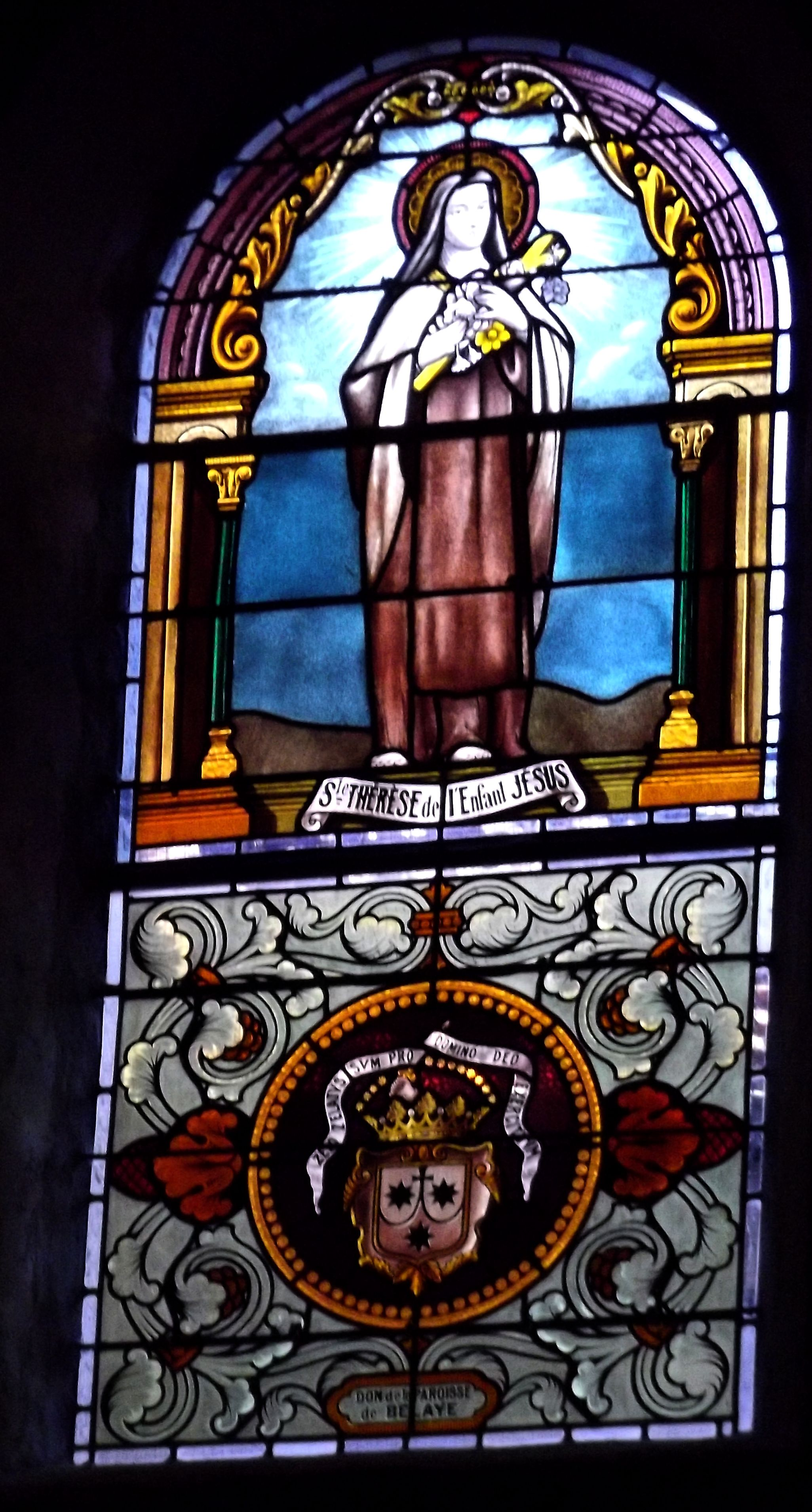
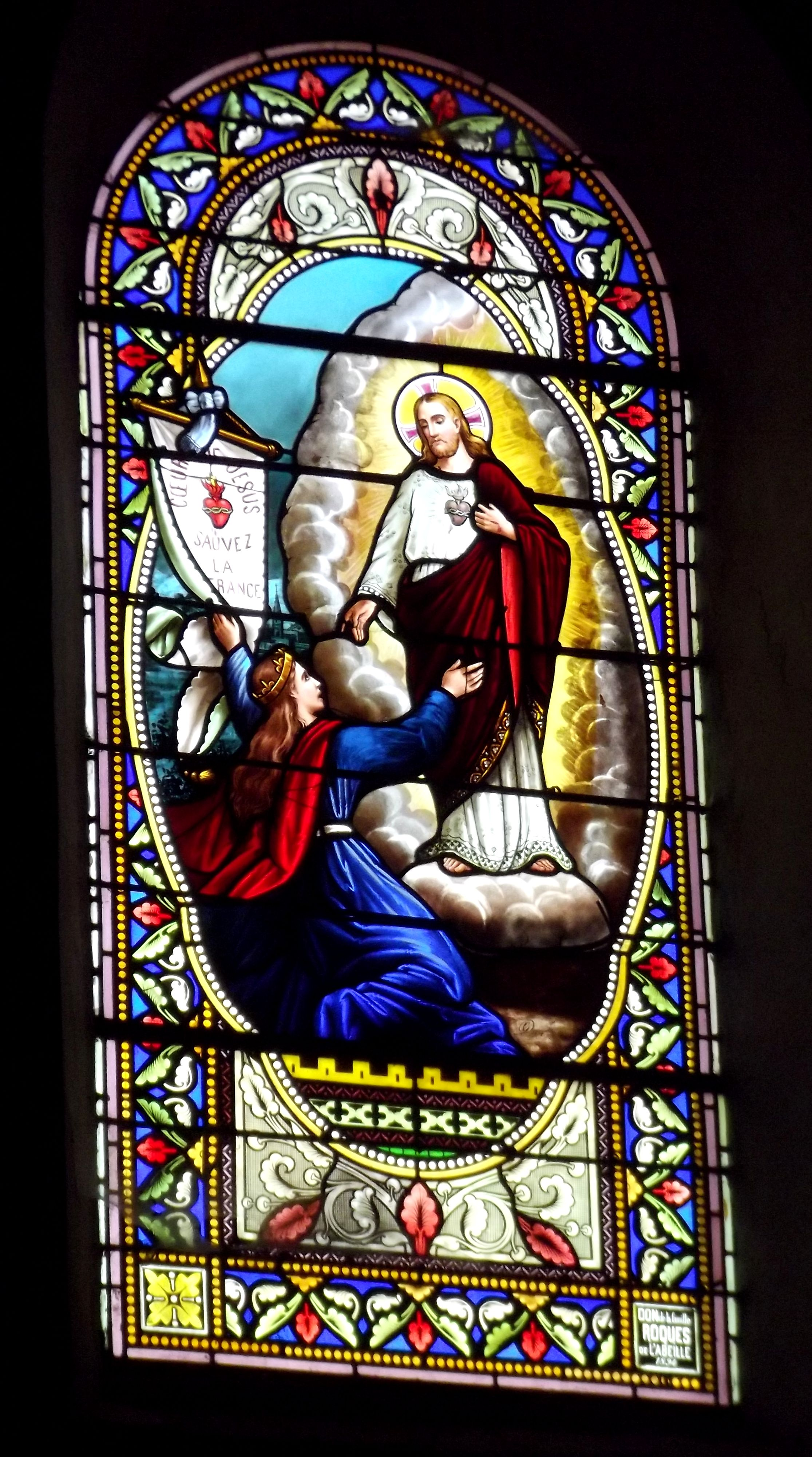
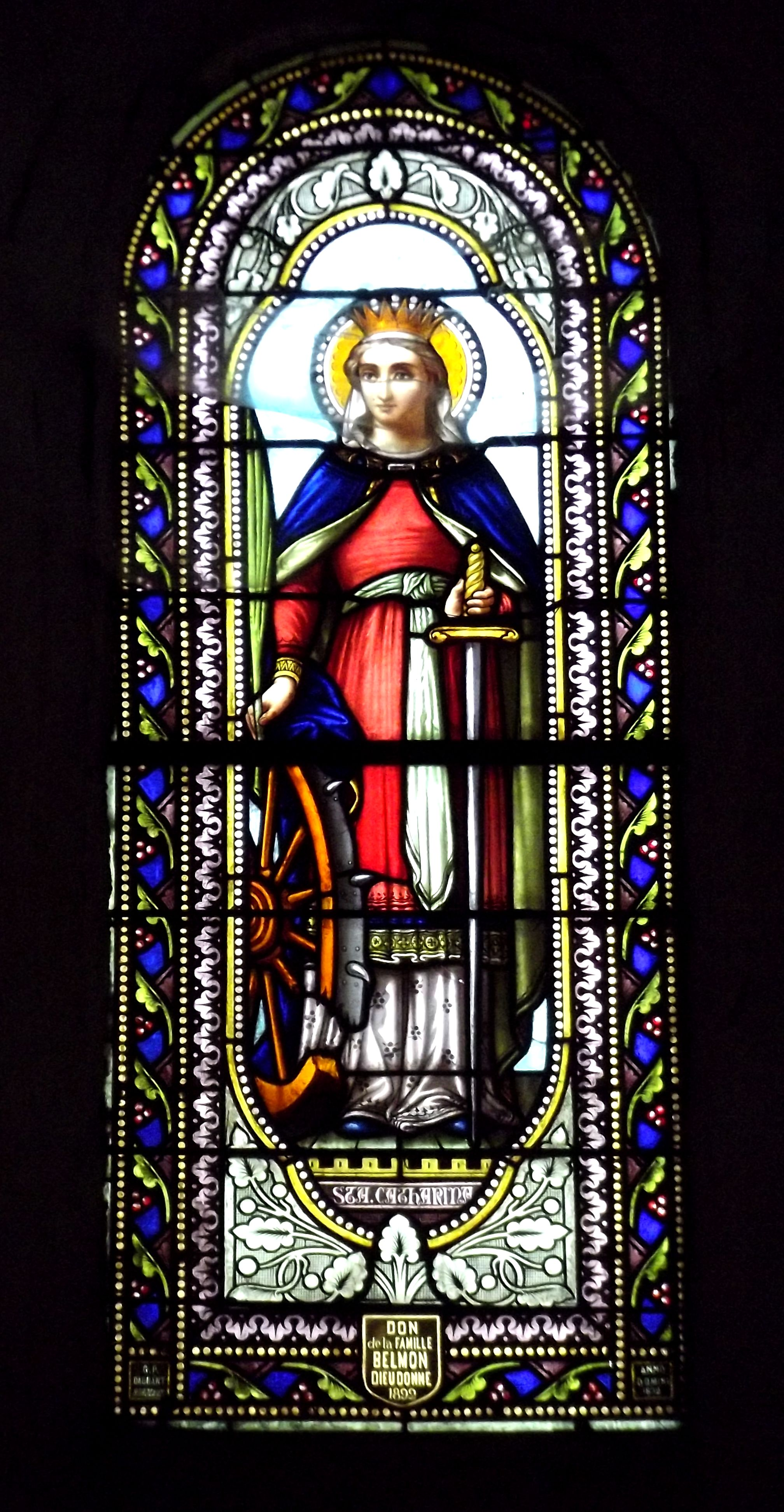

### PfarrkircheNotre-Dame de l’Assomptionin Latour
Die Kirche befindet sich im Weiler Latour im östlichen Gemeindegebiet am Ufer des Lissourgues. Die Pfarrgemeinde Latour war eine Zweiggemeinde von Bélaye. Vom Ursprung der Kirche, deren Errichtung aus dem beginnenden 13. Jahrhundert datieren könnte, ist nichts bekannt. Die nordwestliche Ecke des Langhauses ist vermutlich zur gleichen Zeit neu gebaut worden wie die Ausstattung des Langhauses mit einem Kreuzgratgewölbe und der Weihung einer Glocke im Jahre 1703. Die Dächer wurden im 19. Jahrhundert erneuert mit der gleichzeitigen Errichtung eines neugotischen Glockengiebels oberhalb des Triumphbogens.
Die Kirche ist aus Werksteinen errichtet mit einem einschiffigen Langhaus und einer flach abgeschlossenen Apsis. Diese ist mit einem spitzen Tonnengewölbe gedeckt, das von einem Gurtbogen gestützt wird. Der obere Teil des Triumphbogens wird durch das Kreuzgratgewölbe des Kirchenschiffs verdeckt. Das einzige ursprüngliche, heute zugemauerte Fenster befindet sich auf der Längsachse in der Apsis. Es war ein kleines spitzbogenförmiges Fenster mit einem abgerundeten Sturz. Der kleine Eingang an der Südseite ist spitzbogenförmig mit schmalen Keilsteinen. Die Innenwände zeigen Spuren von Wandmalereien und einer Litre funéraire, die direkt auf den Stein aufgetragen wurde.

### Ehemaliges Pfarrhaus und Ruine der ehemaligen PfarrkircheSainte-Catherine

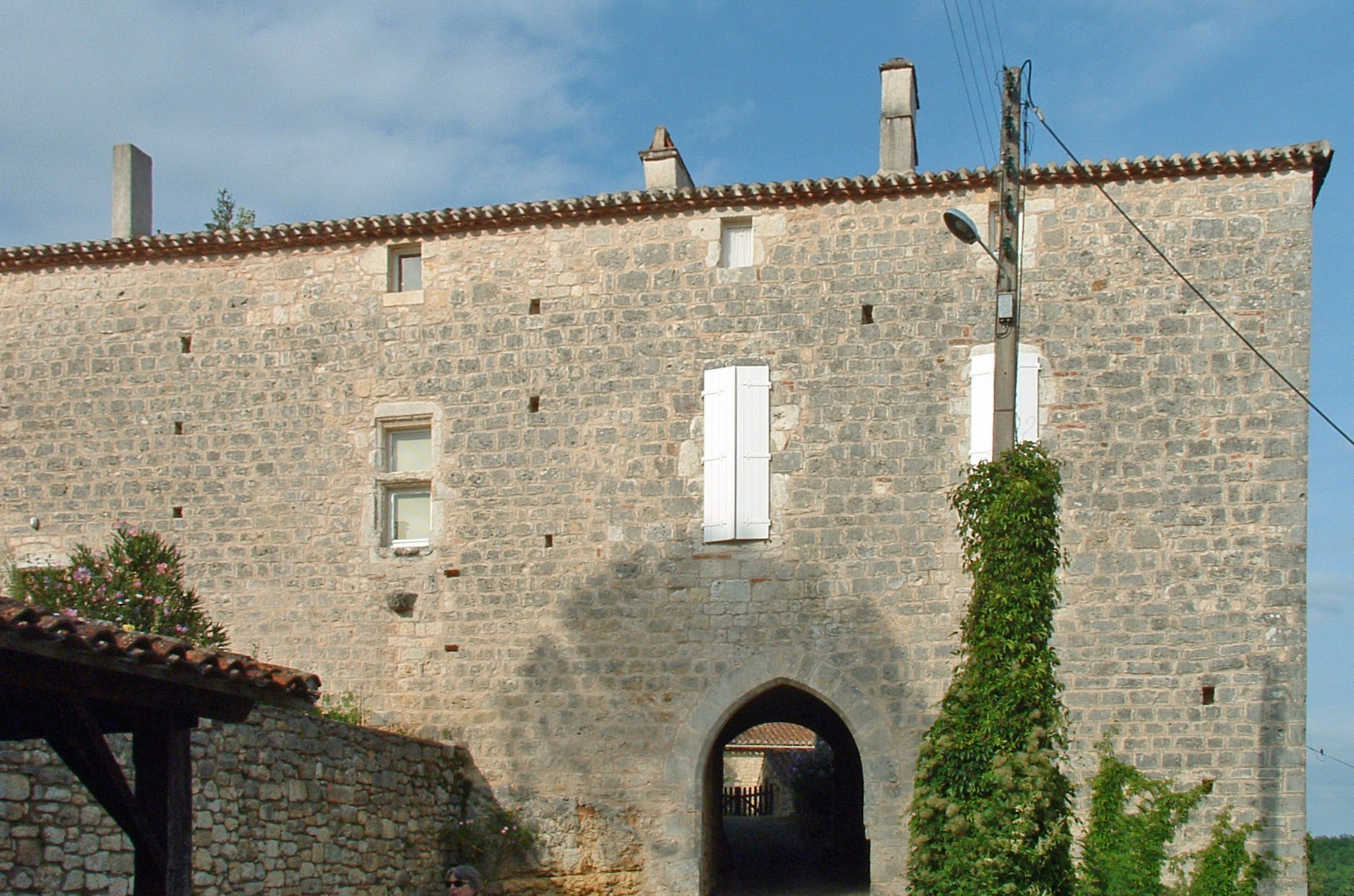
Pfarrhaus
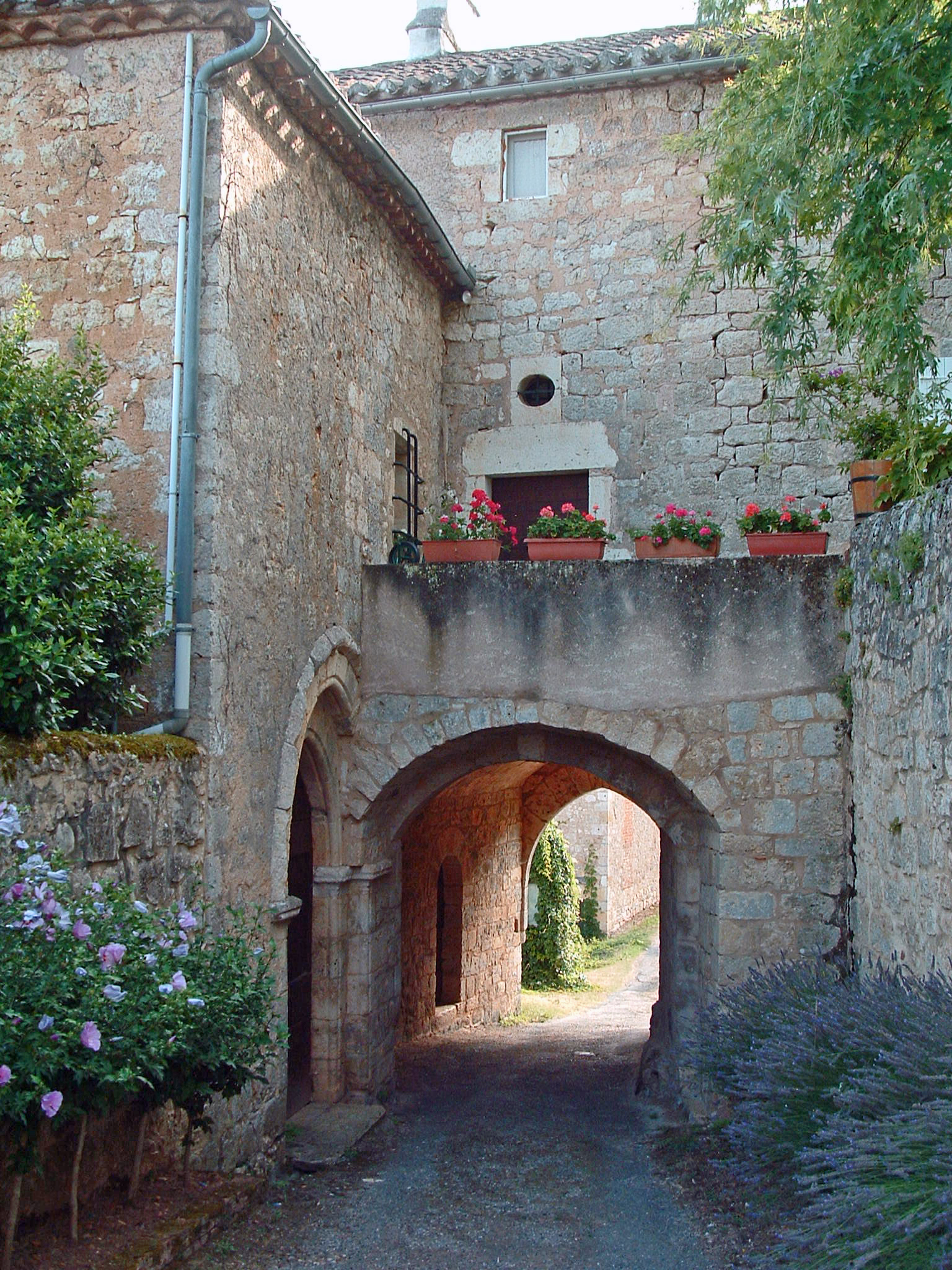
Eingangsportal der ehemaligen Kirche Sainte-Catherine

Das ehemalige Pfarrhaus war im 13. Jahrhundert das Haus des Erzpriesters. Im Norden schloss sich die Burg der Bischöfe von Cahors an, im Süden an die Kirche Sainte-Catherine, auch „Kleine Kirche“ genannt. Das Gebäude ist um einen Flügel herum gebaut, der die ehemalige Kirche Sainte-Catherine und das ehemalige Gefängnis barg. An der Ecke der beiden Bauten befindet sich ein Durchgang, der der ehemalige Zugang zur Zitadelle bildete.
Die Kirche Sainte-Catherine wurde im 13. Jahrhundert errichtet und war Pfarrkirche und Sitz des Erzpriestertums bis zum Bau der Kirche Saint-Aignan im 14. Jahrhundert. Im 19. Jahrhundert wurde sie fast vollständig zerstört. Das Eingangsportal besitzt eine Archivolte mit doppelter Wölbung. Die Wülste, die die Kanten betonen, ruhen auf schmale Säulen.
Die West- und Südfassade des Pfarrhauses, das Eingangsportal der Kirche Sainte-Catherine und Reste der ehemaligen Ringmauer sind seit dem 17. April 1984 als Monument historique eingeschrieben.

### Burgruine

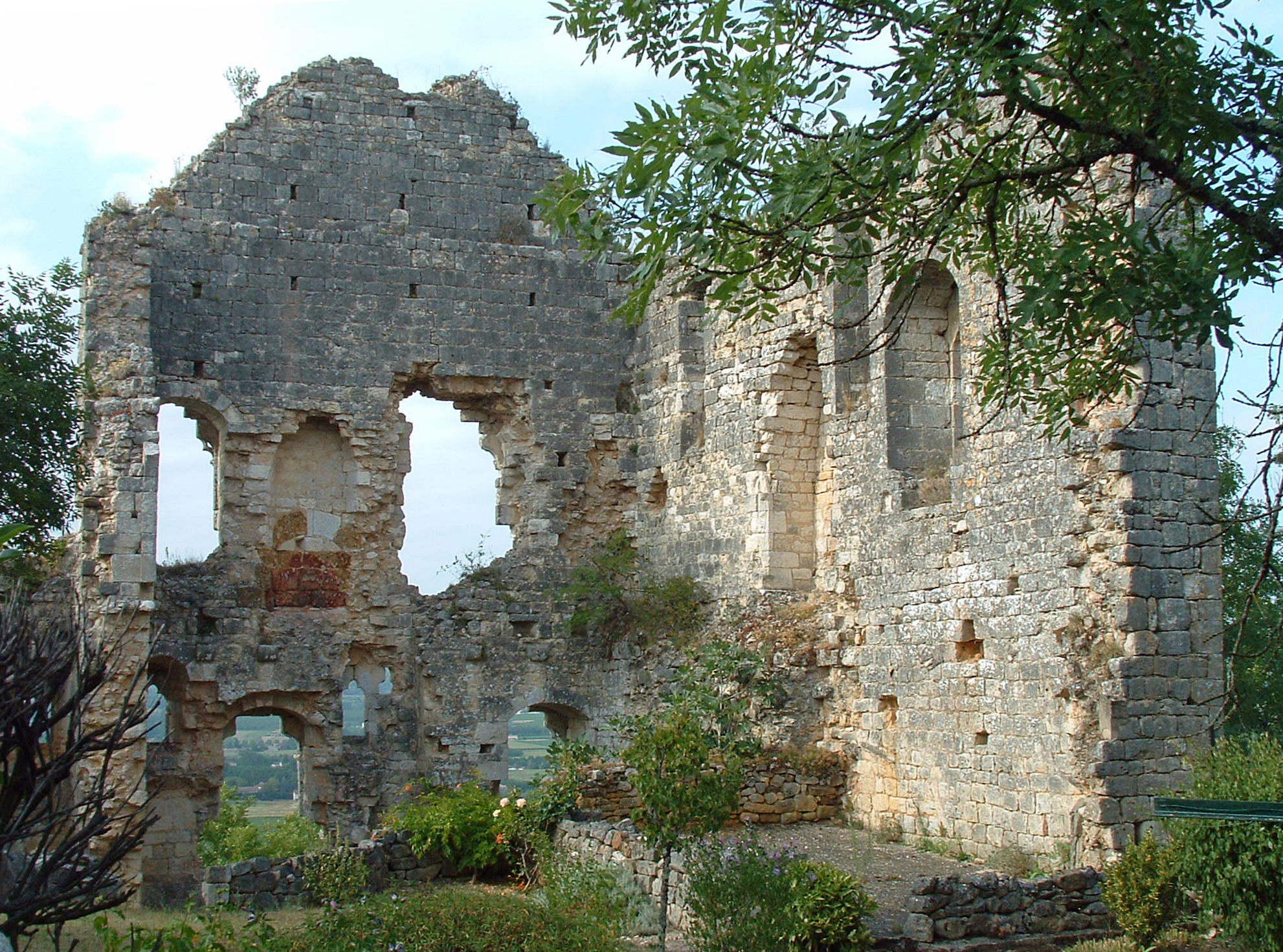
Burgruine

Gegen 1030 schenkte Kalsan de Bélaye die Kirche von Pescadoires der Abtei in Moissac. Im Jahre 1236 war die Position der Seigneurs von Bélaye geschwächt, denn sie mussten die Hälfte des Turms und den ganzen Saal der Burg, aber auch beispielsweise die Maut für den Schiffsverkehr an den Bischof von Cahors abtreten. Dieser war wahrscheinlich nunmehr der einzige Grundherr von Bélaye, denn die bisherigen Seigneurs werden in der Folgezeit nicht mehr in den Schriften erwähnt. Mitglieder von Rittergeschlechter, die bedeutendsten darunter waren die Guiscard, Séguier, Grézels und Floiras, wohnten im 13. und 14. Jahrhundert in der Burg. Nach dem Hundertjährigen Krieg war die Burg von den Adeligen verlassen. Sie wurde 1579 von protestantischen Truppen eingenommen und von katholischen Truppen zurückerobert, die sie anschließend zerstörten.
Die Burg, wie auch das ehemalige Pfarrhaus und die Kirchen befinden sich auf einem Felsen, der mehr als 130 Meter über dem Flusspegel des Lot herausragt. Zur Südseite fällt die Anhöhe steil zum Ruisseau de Rivel hinab. Im Zentrum des Dorfs war die Festung durch einen Graben abgetrennt. Von der Burg, die im Ostteil des Felsens errichtet wurde, sind umfangreiche Reste erhalten geblieben, ein großer Wohntrakt, der als Pfarrhaus diente, und Mauern mit zwei Kreuzscharten die einen großen Raum umsäumen, in dem im Kataster von 1811 noch eine Turmruine verzeichnet war.

### Schloss Lalande
Die Burg im Weiler Lalande ist mit der Familie Le Boulvé und dem Geschlecht verbunden, das unter dem Namen de Séguier oder de la Siquarie bekannt ist. Die Séguier du Boulvé sind Nachkommen einer Familie aus der Gascogne, die im 11. Jahrhundert unter dem Namen de Lalande bekannt war. Das Kopialbuch der Abtei von Moissac zeigt Erwähnungen dieser Linie seit der Mitte des 11. Jahrhunderts. Die Lalandes waren in der Mitte des 11. Jahrhunderts gleichzeitig in der Umgebung von Bélaye und von Moissac präsent. Der gleiche Ortsname findet sich in der Nähe von Valence im Tal der Barguelonne. Die berühmtesten Mitglieder der Familie waren Guillaume Séguier, Mit-Grundherr von Bélaye und im Jahre 1325 an der Seite des Kardinals Arnaud de Via in Avignon, und Pierre Séguier, Bischof von Elne und Stifter einer Kapelle in der neuen Kirche in Bélaye nach 1353. Jeder der beiden Personen könnte eine Rolle bei der Errichtung der Burg spielen, bei der eine Schießluke die Datierung ihrer Errichtung auf das späte 14. oder frühe 15. Jahrhundert erlaubt. Gegen 1340 übertrug Jeanne de la Siquayrie die Herrenhäuser von Le Boulvé und Lalande an ihren Ehemann Bernard d’Orgueil. Im Jahre 1401 notierte aber der Erbe Bernard d’Orgueil in einer Huldigung an den Bischof von Cahors, dass sein Grundbesitz noch immer in der Hand der Engländer sei. In der Folgezeit gelangte die Burg in den Besitz der Familie Montaigu. Das Wohnhaus wurde zu einem großen Teil im 16. Jahrhundert neu gebaut.
Die Überreste des ehemaligen Anwesens sind heute auf mehrere Grundstücke verstreut, die den Kern des Weilers Lalande bilden. Die Zugehörigkeit von vier Gebäuden kann bestimmt werden, andere verbergen sich hinter dem Putz von modernisierten Bauten. Die mittelalterlichen Gebäude belegten zwei angrenzende Parzellen. Circa 15 Meter südlich des Bauwerks, das heute das „Schloss Lalande“ genannt wird, befand sich ein massives rechteckiger Bau, der einst ein Donjon gewesen sein könnte. Fünf Meter dahinter umsäumen die Nebengebäude des heutigen Schlosses die Spuren eines Saales und mittelalterlicher Mauern, die zu einem zweiten Wohntrakt und zu einer Ringmauer gehörten, die ihn wahrscheinlich mit dem ersten Wohngebäude verbanden. Noch ein wenig südlicher markiert eine imposante, mit einem Strebepfeiler verstärkte Kurtine eine Fläche von ungefähr 20 × 30 Meter. Sie wird im Norden von einem bewohnbaren Pavillon flankiert.
Das heutige Schloss ist ein lang gestrecktes, rechteckiges Gebäude, das an seiner nordöstlichen Ecke von einem runden Turm flankiert wird und auf seiner Nordseite von einem zweiten Turm mit kleinerem Durchmesser. Es besitzt ein Untergeschoss mit einem Tonnengewölbe und vier Fenstern auf der Nordseite. Es könnte der mittelalterlichen Baustufe zugeordnet werden. Der Zugang erfolgt über eine breite gerade Treppe auf der dem Hof zugewandten Südseite. Die oberen Stockwerke sind im Wesentlichen das Resultat des Neubaus aus dem 16. Jahrhundert. Ein Querstockfenster und Kamine im Renaissance-Stil aus dieser Zeit sind erhalten geblieben. Auf der Höhe der ersten Etage des Nordwestturms ist eine vertikale Schießluke zu sehen.

### Schloss Floiras
Die Seigneurs von Floiras, einem heutigen Weiler an der äußersten Nordostecke des Gemeindegebiets, werden in den Aufzeichnungen seit dem 13. Jahrhundert erwähnt. Sie sind im Jahre 1236 als Zeugen eines Schiedsspruchs zwischen den Seigneurs von Bélaye und dem Bischof von Cahors aufgeführt. Im Jahre 1280 huldigen sie dem Bischof für die Ländereien von Bélaye. Am Ende des 13. Jahrhunderts ging das Landgut über eine Heirat an die Familie Commarque. Im Jahre 1301 huldigte Gaillarde de Floyras, Witwe von Bertrand de Commarque, für das Lehen von Floyras. Kurz vor dem Jahre 1391 erbte Amalvin de Gironde die Güter von Arnaud de Commarque und Jean de Gironde, ebenfalls Seigneur von Montcléra huldigten 1461 für Floyras und ihre Güter in Bélaye. Jedoch war es Antoine Delbosc, der 1504 erklärte, zwei unbewohnbare Häuser in Floyras zu besitzen. Wahrscheinlich war das Landgut von Floyras nach dem Hundertjährigen Krieg verlassen. Aber die Familie Gironde nahm es rasch wieder in Besitz. im Jahre 1537 besaßen sie das Feste Haus von Floyras. Sie verfügten über das Landgut bis zum 18. Jahrhundert, als sie es im Jahre 1726 an die Familie Bercegol verkauften.
Es gilt als nicht wahrscheinlich, dass es vor dem Beginn des 16. Jahrhunderts ein Schloss auf Floyras gegeben hätte. Die Ursprünge des heutigen Anwesens gehen auf den Bau in dieser Zeit auf Veranlassung von Antoine Delbosc, vermutlich aber von Jean de Gironde, dem Besitzer des Festen Hauses im Jahre 1537, zurück. Die ältesten Partien des heutigen Gebäudes zeigen charakteristische Merkmale von kleinen Schlössern des späten 15. oder frühen 16. Jahrhunderts. Das Mauerwerk der ehemaligen südwestlichen Fassade und der nordwestlichen Giebelseite ist im heutigen Wohntrakt integriert, lässt aber ein Hauptgebäude nachkonstruieren, das schmaler und kürzer war mit einem runden Turm im Osten. Spuren einer Abtrennung und Auffüllung an der nordöstlichen Fassade legen die Vermutung nahe, dass es längsseitig einen Flügel oder einen zweiten Eckturm gegeben haben könnte, der in der Folge abgerissen wurde. Dieser Bau, der vor der Mitte des 16. Jahrhunderts errichtet wurde, wurde im Kataster von Bélaye erwähnt, das seit 1602 erstellt wurde. Der Seigneur von Montcléra erklärt den Besitz eines Schlosses, einer Mühle und eines Taubenschlags. Eine Reihe von Arbeiten, die zum heutigen Aussehen geführt haben, ist im Laufe des 17. Jahrhunderts durchgeführt worden. Diese betraf die quadratische Rundmauer und die beiden Ecktürme, die charakteristisch für jede Zeit sind. In der Schlosskapelle, die vermutlich im südöstlichen Eckturm eingerichtet wurde, wurde 1781 die Hochzeit von François-Louis de Bercegol und Jeanne Ballande gefeiert. Die letzten großen Umbaumaßnahmen wurden von Jean-Guillaume-Pierre-Paul de Bercegol zu Beginn des 19. Jahrhunderts veranlasst. Die Jahreszahl „1810“ über dem Eingang des heutigen Wohntrakts und die Jahreszahl „1811“ auf dem Holzrahmen einer kleinen Tür des Südostflügels belegen die Bautätigkeit. Resultate sind die heutigen Fassaden mit ihren segmentbogenförmigen Fenstern, die Vergrößerung des Wohntrakts in nordwestlicher Richtung sowie die Neugestaltung der Nebengebäude. Die Schlossmauer, die den Innenhof umschlossen hatte, wurde an der Straßenseite abgerissen. Von dieser Bauphase sind neben Möbeln eine Reihe von Kaminen und im klassizistischen Stil bemalte Wände übrig geblieben. Die Treppe, die zu den oberen Stockwerken des Wohntrakts führt, ist wohl aus dem 19. Jahrhundert, aber jüngeren Datums. Weitere Umbauarbeiten sind am Ende des 19. Jahrhunderts oder zu Beginn des 20. Jahrhunderts ausgeführt, die vor allem den längsseitigen Flügel betrafen, der seitdem rein zu landwirtschaftlichen Zwecken dient.
Das Schloss ist in einem baufälligen Zustand. Claire und Philippe Buttazzoni, die das Schloss gekauft haben, sind dabei, es zu renovieren.

### Schloss Cousserans
Der Ort „Cosseran“ wurde in einem Dokument von 1284 erwähnt, allerdings ohne Angabe eines Adelssitzes. Der Historiker Jean Lartigaut hält es für möglich, dass die Familie Grézels, Ritter von Bélaye, im späten 13. Jahrhundert dort ein Festes Haus errichtet haben. Gegen 1389 ging es über eine Heirat an Raymond-Arnaud del Castanié, Seigneur von Hautcastel. Nach dem Hundertjährigen Krieg kaufte ein Kanoniker aus Cahors aus der Familie Delbosc im Jahre 1472 unter anderem einen „verfallenen Turm, genannt Cousserans“ mit einigen Nebengebäuden. Sieben Jahre später errichtete er das Schloss. Im Jahre 1504 war es auf jeden Fall fertiggestellt, denn Antoine Delbosc, Seigneur von Cousserans, wohnte darin. Die mit Stabornamentik verzierten Fenster und Türen, die Rippen des Kreuzrippengewölbes und die Rosenblüten, die bestimmte Kämpfer zieren, entsprechen im Stil eines Gebäudes aus dem fraglichen Zeitraum. Im Laufe der Jahrhunderte gelangte das Lehen nacheinander in die Hände der Familien Del Sorbié, Durfort, Dumas de Paysac, Gard und im 19. Jahrhundert an die Familien Fontenilles und Roussy. Die Letztgenannten führten an 1878 umfangreiche Restaurierungs- und Einrichtungsarbeiten durch. Aus diesen gingen der Balkon auf der ersten Etage und die zinnenbewehrten Terrassen über den Pferdeställen hervor.
Der wuchtige, fünfstöckige Bau mit seiner durchgehenden Bekrönung mit Maschikuli präsentiert sich das Hauptgebäude wie ein Bergfried einer Burg. Eine Besonderheit sind seine abgerundeten Ecken. Das Hauptgebäude wird im Norden von einem Treppenturm flankiert und im Süden von einem kurzen, dreistöckigen Flügel. Terrassen im Norden und Süden gewähren Einlass zum Schloss. Die großen Säle der zwei Stockwerke des Hauptgebäudes sind mit einer Balkendecke à la française gedeckt, das heißt mit Deckenbalken, die ebenso breit sind wie die Zwischenräume. Der Saal mit Kreuzrippengewölbe im Südflügel könnte einst eine Kapelle gewesen sein. Die Fassaden und Dächer sind seit dem 16. Mai 1974 als Monument historique eingeschrieben.

### Schloss Albenquats
Das Schloss wurde vermutlich am Ende des 18. Jahrhunderts errichtet. Die Heirat von Jeanne-Marie de Lalbenque, der letzten Nachfahrin ihrer Familie mit Antoine de Testas de Folmont übergab es in die Hände seiner Familie. Die Familie war bei der letzten Versammlung der Generalstände des Quercy im Jahre 1789.  Antoine de Testas de Folmont war Oberst während des Aufstands der Vendée auf Seiten der Royalisten und wurde in Vannes von republikanischen Soldaten nach der verlorenen Schlacht um Quiberon exekutiert. Jeanne-Marie de Folmont blieb während der Revolution auf dem Schloss Albenquats, während ihre anderen Schlösser zerstört oder abgebrannt waren. Die Nachfahren haben das Anwesen auch heute noch in Besitz. Das massive, dreistöckige Gebäude besteht aus zwei versetzten Wohntrakten, die durch einen viereckigen Taubenschlag verbunden sind. Zahlreiche Überreste von Nebengebäuden, die mehr oder weniger verfallen sind, umsäumen das Anwesen.

### Schloss Bellegarde
Das Schloss befindet sich auf einem Hügel zwischen den Tälern der Flüsse Ruisseau de Combe-Rantès und Ruisseau de Rivel und diente aufgrund dieser strategischen Lage als Wachtposten während des Hundertjährigen Krieges, als die Bischöfe von Cahors die Seigneurs des Ortes waren. Im 14. Jahrhundert besaß die Familie Guiscard, Seigneurs von Grézels, das Anwesen. Im Jahre 1594 gelangte es in die Hände von Antoine Coture, dessen Nachfahren es 1710 an die Familie Foissac veräußerten. François Foissac wurde Sekretär von François-Joachim de Pierre de Bernis, der zuerst Außenminister und später zum Kardinal berufen wurde. Während der Revolution wurde seine Tochter Henriette in Cahors gefangen gehalten. 1796 wurde sie frei gelassen und heiratete André Guilhou, dessen Familie fortan über das Schloss verfügte. Das heutige Gebäude mit seinem abgeschnittenen Rundturm datiert aus dem 16. Jahrhundert. Die Kreuzstockfenster sind nachgebildet. Das Schloss befindet sich in Privatbesitz und kann nur von außen besichtigt werden.

## Wirtschaft und Infrastruktur

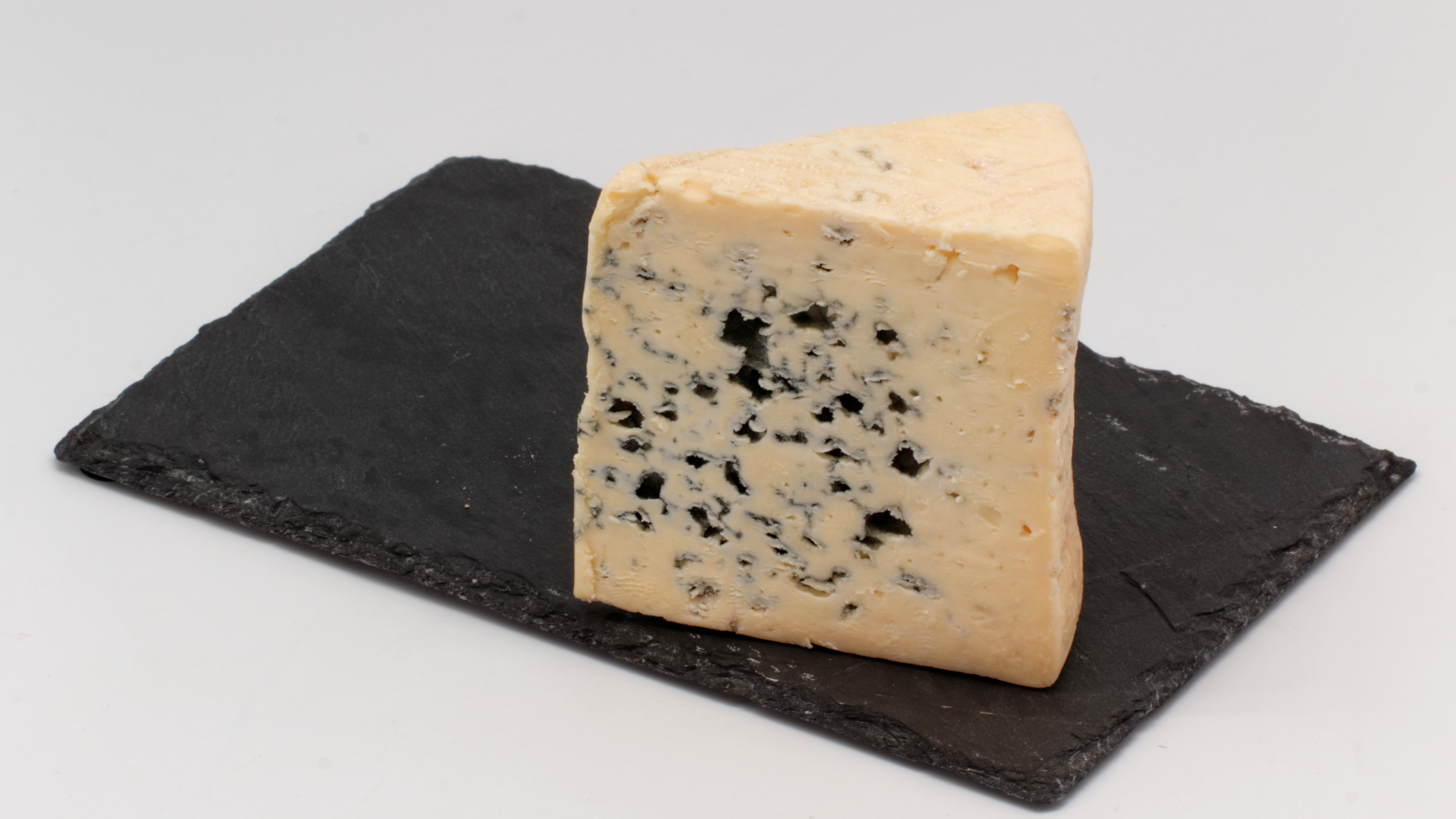
Blauschimmelkäse Bleu des Causses
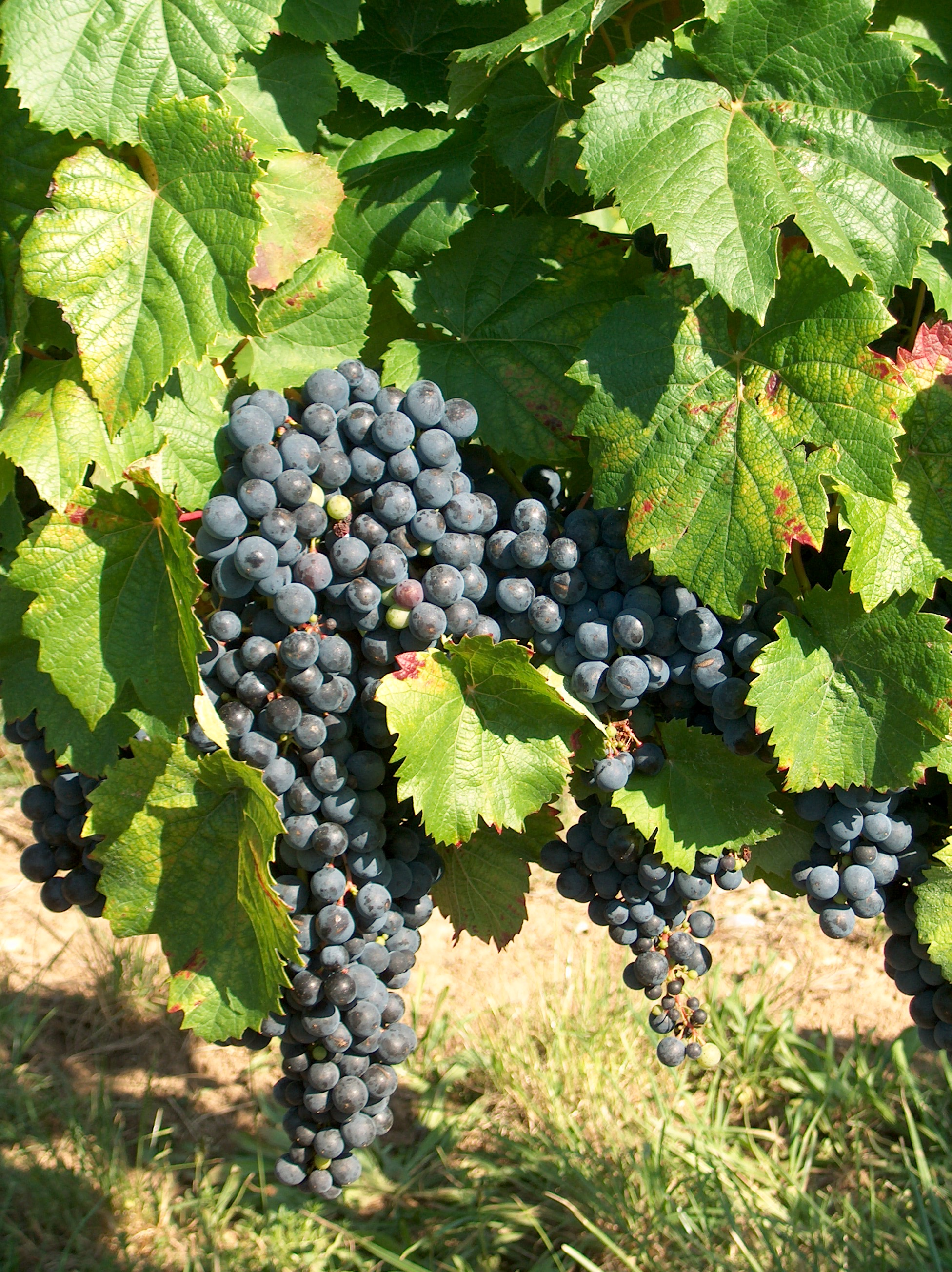
Weinrebe der AOC Cahors
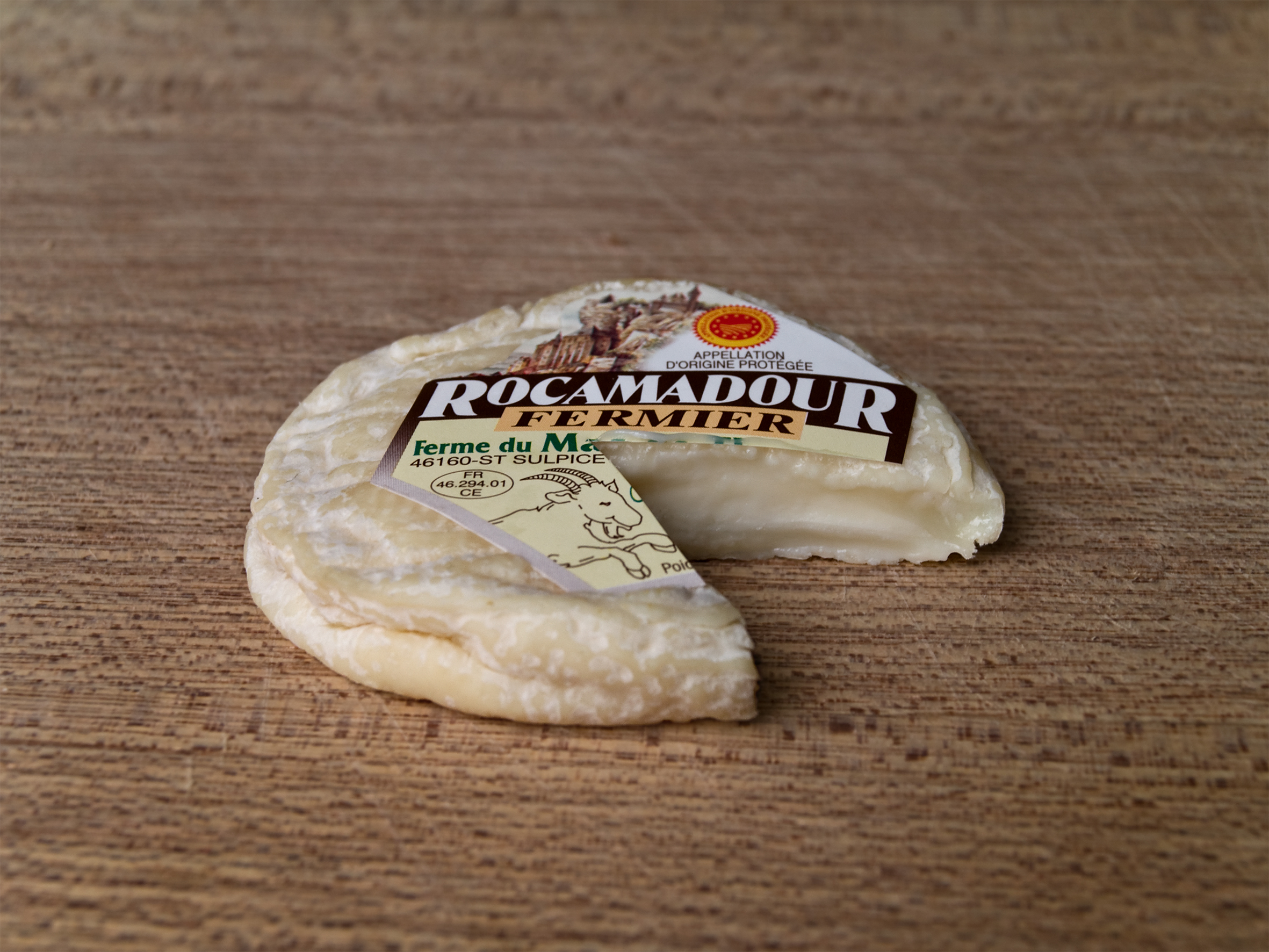
Rocamadour-Käse

Bélaye liegt in den Zonen AOC
- des Blauschimmelkäses Bleu des Causses,
- des Cahors-Weins,
- des Rocamadour, eines Käses aus Ziegenmilch,
- der Noix du Périgord, der Walnüsse des Périgord und
- des Nussöls des Périgord.[21]

### Verkehr
Bélaye ist erreichbar über die Routes départementales 8, 28, 45, 50 und 67.